# Molophilus (Molophilus) extensilobus
Molophilus (Molophilus) extensilobus is een tweevleugelige uit de familie steltmuggen (Limoniidae). De soort komt voor in het Oriëntaals gebied.